# Gallo pinto

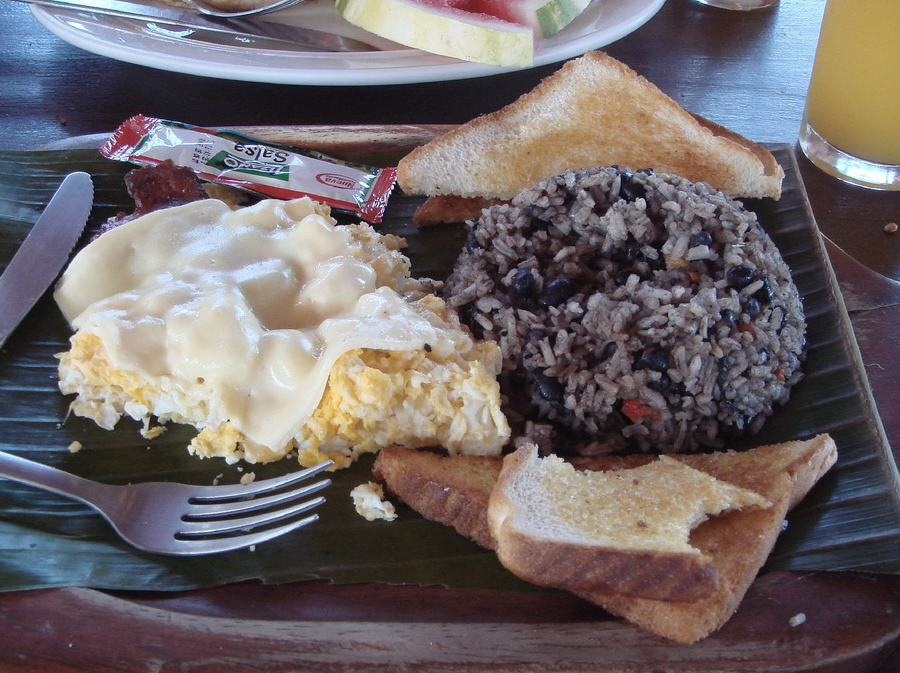
Další možný způsob servírování

Gallo pinto (španělsky kropenatý nebo strakatý kohout) je typický pokrm připravovaný ve středoamerických státech Nikaragua a Kostarika. Oba dva státy proklamují, že původ tohoto pokrmu je na jejich území. Hlavní součásti Galla pinta jsou fazole a rýže. Tyto předvařené suroviny se osmaží společně s cibulí a různým kořením. V Kostarice především s koriandrem a michanými nebo smaženými vejci a bilým chlebem. Tato směs fazolí a rýže se pod různými názvy připravuje i v dalších latinskoamerických státech. Podává se především k snídani, často se do pokrmu přimíchává i kokosové mléko.